# Paratropis amfe
Espèce
Paratropis amfe est une espèce d'araignées mygalomorphes de la famille des Paratropididae.

## Distribution
Cette espèce est endémique du département de Quindío en Colombie,. Elle se rencontre vers Salento.

## Description
La femelle holotype mesure 22,14 mm.

## Systématique et taxinomie
Cette espèce a été décrite par Tauber, Perafán et Pérez-Miles en 2025.

## Étymologie
Cette espèce est nommée en l'honneur d'Ana María Fuentes Espagnolo.

## Publication originale
- Tauber, Perafán & Pérez-Miles, 2025 : « Hidden cryptic spiders: eight new species of Paratropis from Colombia and Ecuador (Araneae, Paratropididae). » European Journal of Taxonomy, vol. 997, p. 51-76 (texte intégral).